# IC 4060
IC 4060 ist eine Galaxie im Sternbild Jagdhunde am Nordsternhimmel. Sie ist schätzungsweise 474 Millionen Lichtjahre von der Milchstraße entfernt und hat einen Durchmesser von etwa 95.000 Lj.

Im selben Himmelsareal befinden sich u. a. die Galaxien IC 3993, IC 4018, IC 4035, IC 4100.
Das Objekt wurde am 21. März 1903 von Max Wolf entdeckt.